# ستسو، اوساکا
ستسو در استان اوساکا در کشور ژاپن واقع شده‌است  که دارای جمعیت ۸۴٬۳۳۰ نفر و مساحت ۱۴٫۸۸ کیلومتر مربع با تراکم جمعیت ۵٬۶۶۷  نفر در کیلومترمربع است و در تاریخ ۱ نوامبر ۱۹۶۶ به عنوان شهر شناخته شد.